# Raphael Tuck & Sons

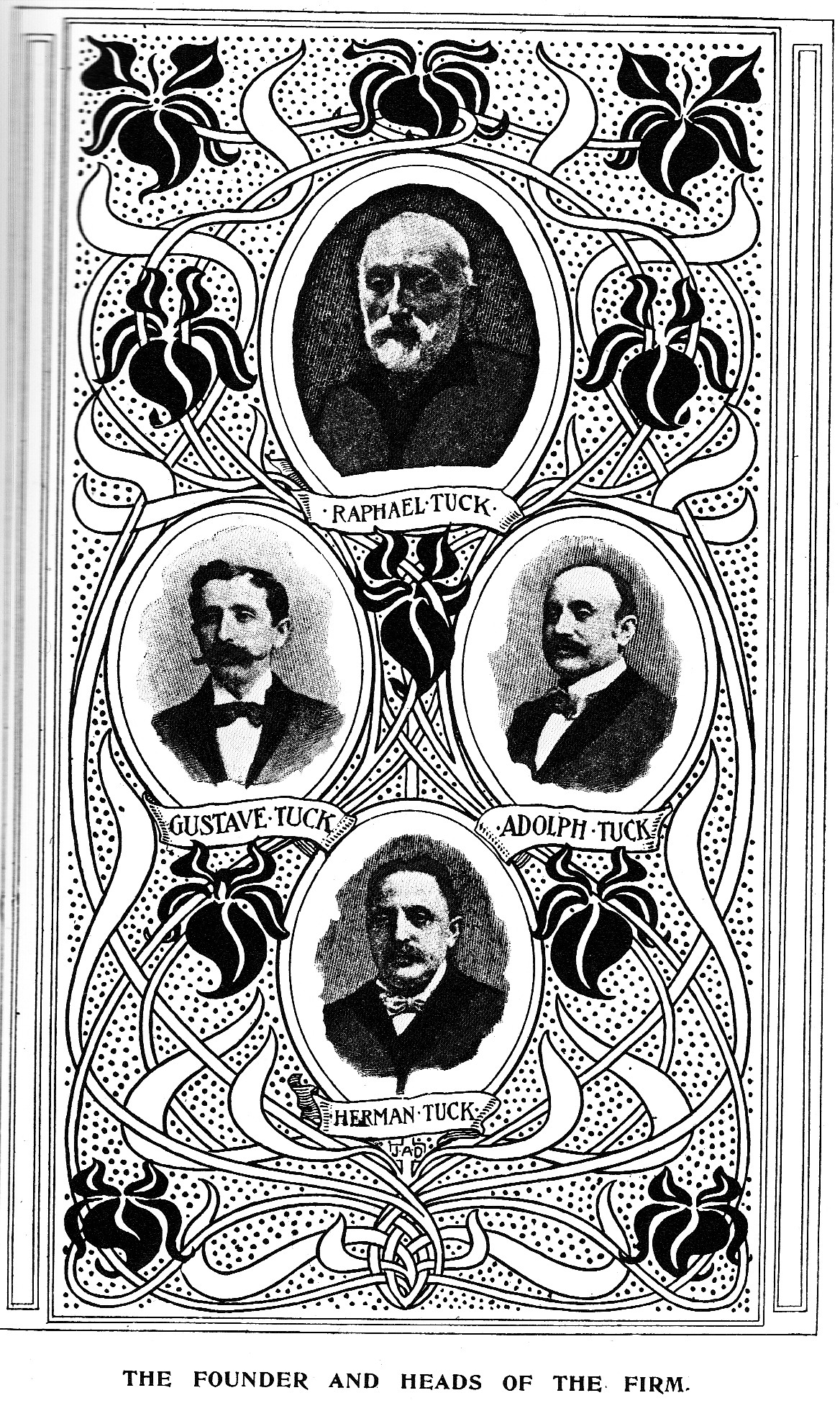
Der Gründer und die Leiter der Firma um 1899

Raphael Tuck & Sons war ein englischer Postkartenverlag für Glückwunsch- und Kunstpostkarten, sowie Hersteller von Chromolithografien, Papierpuppen, Kalendern und Büchern.

## Die Firmengründer
Raphael Tuch (* 1821 Koschmin bei Breslau; † 1900), der sich später Raphael Tuck nannte, war ursprünglich Tischler. Er verlor im preußisch-österreichischen Krieg seinen ganzen Besitz und wanderte 1865 mit seiner Familie nach England aus, wo er zunächst als Tischler arbeitete. 1866 eröffnete er eine kleine Werkstatt, die gerahmte Bilder und Chromolithografien verkaufte, die meist in Deutschland gedruckt wurden. 1870 gründete er mit dreien seiner damals vier Söhnen – Hermann, Adolph (1854–1926) und Gustav – einen eigenen Verlag in London. Um 1881 ging Raphael Tuck in den Ruhestand und Adolph Tuck wurde Geschäftsführer. Gegen Ende des 19. Jahrhunderts durften Tuck & Sons sich bereits Hoflieferanten nennen, 1910 wurde Adolph Tuck für seine Verdienste als Knight Bachelor („Sir“) geadelt.

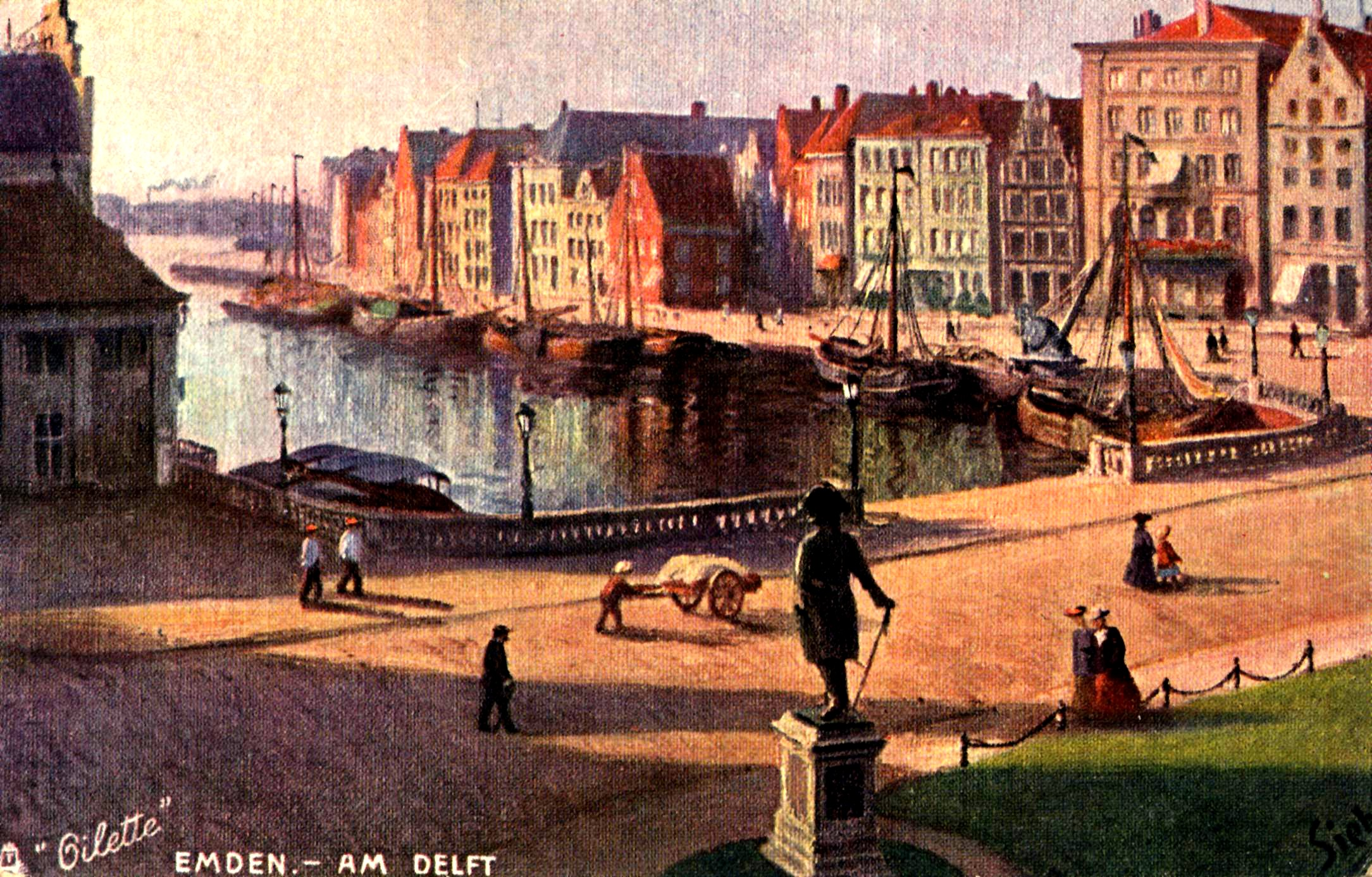
Um 1913 (Handschrift, s. Rückseite): Emden – am Delft; Oilette aus der „Kollektion: «Deutscher Städte», Serie: Emden, No. 185 B.; Raphael Tuck & Sons, Berlin.“ Auf der Vorderseite die Signatur des Künstlers.

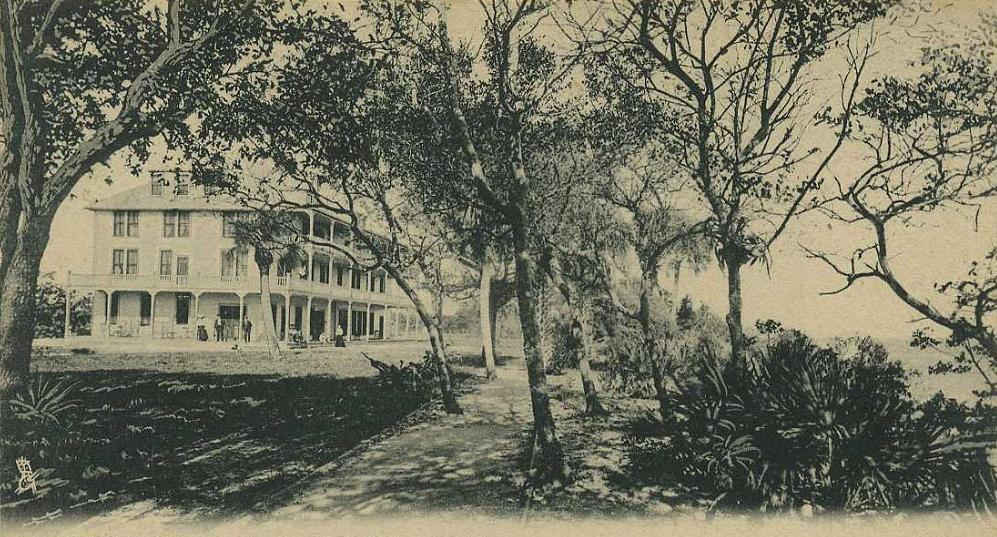
Hotel in Carleton, Melbourne

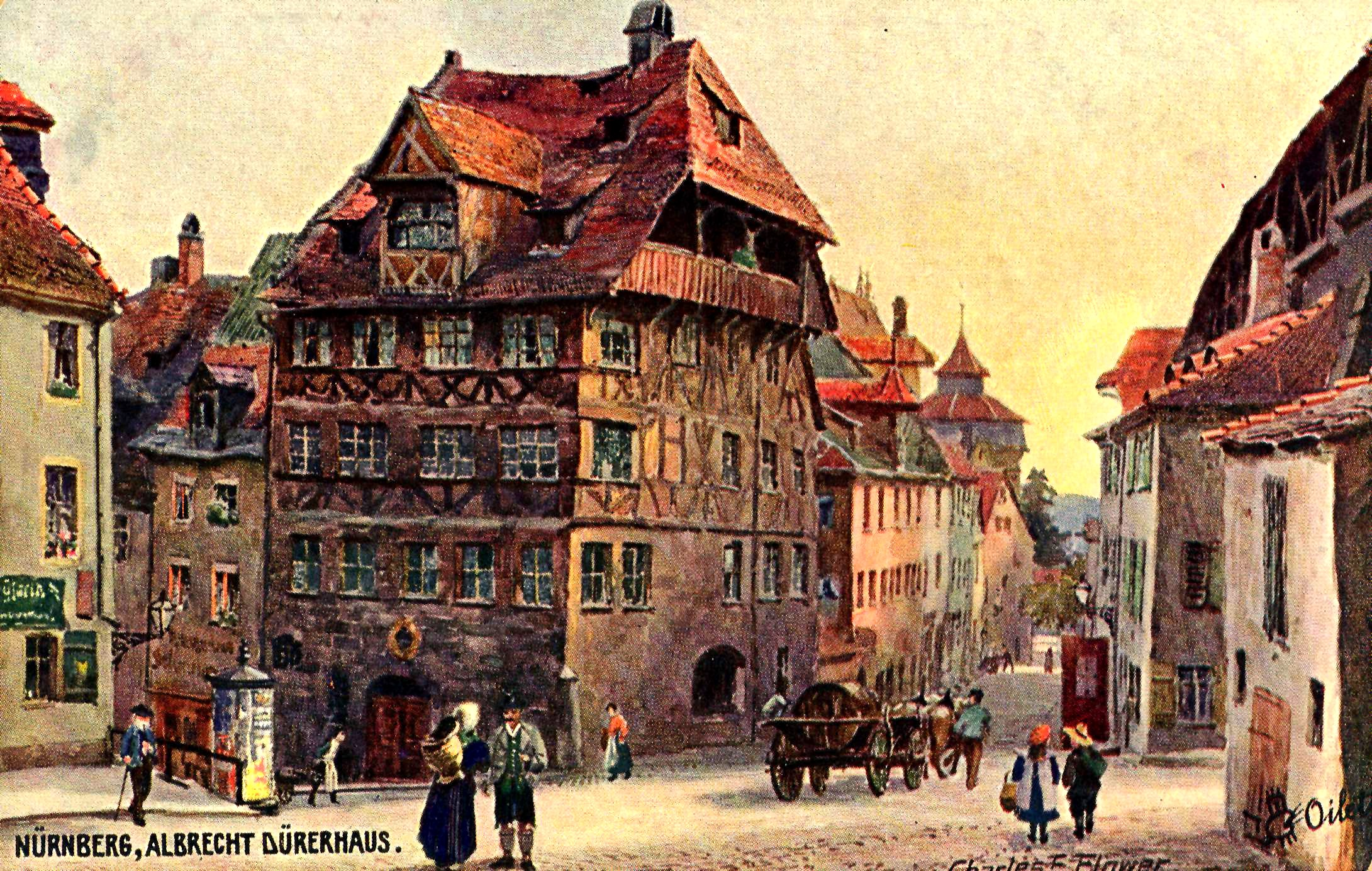
Nürnberg, Albrecht-Dürer-Haus; Maler: Charles E. Flower

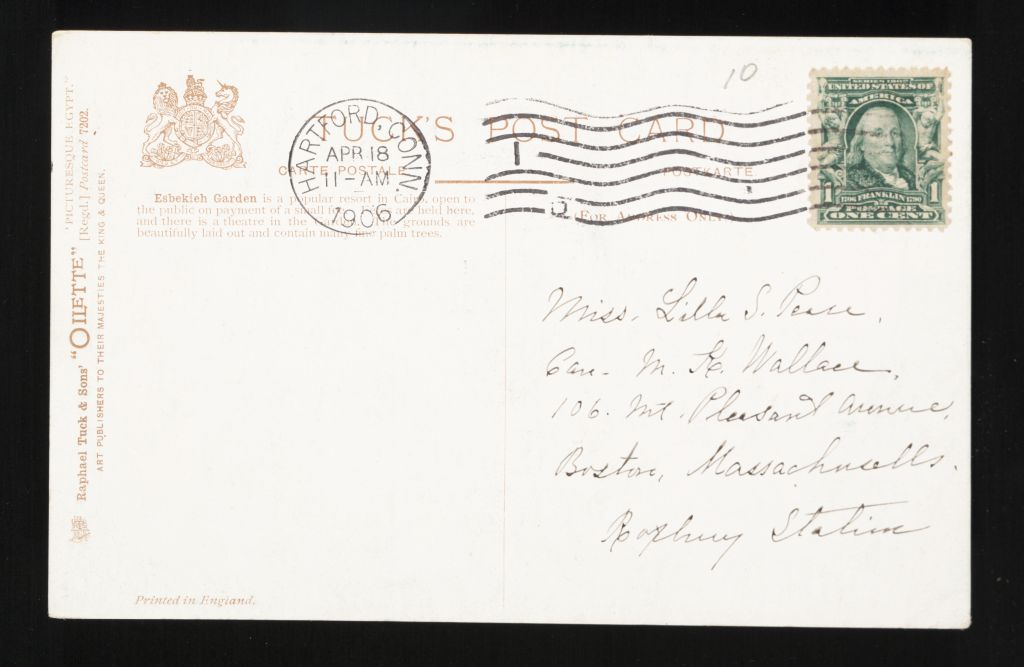
«Picturesque Egypt»; Rückseite einer in den USA beförderten Karte, „Printed in England“

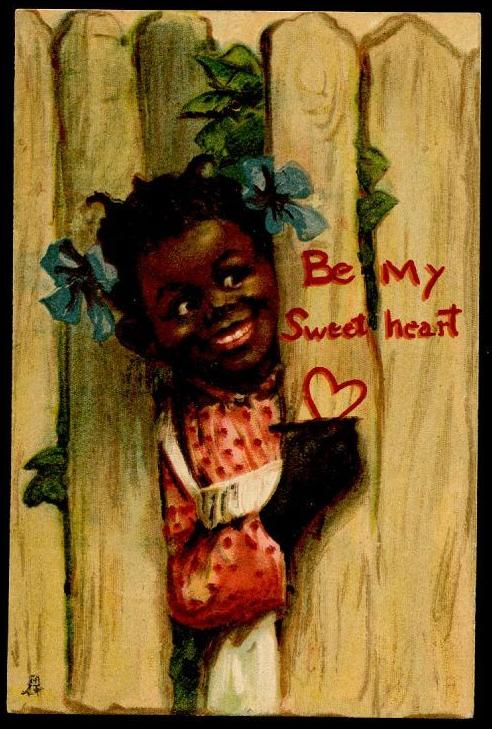
Valentinskarte nach einem Motiv von Frances Brundage

## Die Firma und ihre Produkte
Die Firma blühte insbesondere in der viktorianischen Zeit. 1871 brachte Raphael Tuck seine erste Weihnachtspostkarte heraus. Zum fünfzigjährigen Regierungsjubiläum der Königin Victoria erschien 1887 die Bilderserie The Victoria Jubilee in 12 reliefs illustrating some of the principal events during the 50 years of Her Most Gracious Queen Victoria; wenig später wurde anlässlich der Krönung Eduards VII. eine weitere Serie herausgegeben. Neben Bilderserien zu solch speziellen Anlässen produzierten Tuck & Sons vor allem Tierserien. Daneben wurden illustrierte Bücher, oft mit beweglichen Teilen oder Panoramafunktion, produziert.
Die Firma, die zunächst klein begonnen hatte, vergrößerte sich rasch und hatte schließlich Dependancen in Paris, Berlin, Toronto und New York. 1894 brachte Adolph Tuck seine erste Ansichtskarte mit einem Bildmotiv des Snowdon heraus, 1898 kam die erste Ansichtskartenserien mit 12 Lithografien heraus und der Aufschwung mit Ansichtskarten nahm seinen Lauf. 1899 gehörte sie zu den ersten Verlagen, die Ansichtskarten im Format von 5,5 mal 3,5 Zoll produzierten. Im Jahr 1900 expandierte man als The Tuck Company in die USA. Während die Motive von amerikanischen Künstlern gestaltet wurden, erfolgte der Druck oft in Deutschland, wo die Technik der Chromolithographie in Blüte stand. Im Jahr 1904 waren schon rund 15 000 Ansichtskartenmotive verfügbar. 1929 nahm Tuck auch Tonpostkarten ins Verkaufsprogramm auf. Da die aufgeklebten kleinen Schallplatten das Bildmotiv weitgehend verdeckten und bei den erhaltenen Exemplaren auch kein Zusammenhang zwischen Bilddarstellung und Musikbeigabe hergestellt werden kann, ist anzunehmen, dass Tuck für die Tonpostkarten schwer oder nicht mehr verkäufliche Altbestände seines Kartenmaterials verwendete. Großen Erfolg hatte die Firma mit ihrer Kunstpostkartenserie Oilette, mit Reproduktionen von Gemälden auf Ansichtskarten, die insbesondere in der Geschäftsbücherfabrik J. C. König & Ebhardt in Hannover gedruckt wurden.
Die Reihe A Father Tuck Little Books kann als Vorläuferin der Pixibücher angesehen werden.
Das Londoner Raphael House wurde am 29. Dezember 1940 durch einen Luftangriff zerstört, wodurch zahlreiche Originale verlorengingen. 1962 wurde die Firma an Purnell & Sons verkauft.